# 细枝竹节柳珊瑚
细枝竹节柳珊瑚（学名：Isis minorbrachyblasta）一种分布于南沙群岛热带海域的竹节柳珊瑚。

## 形态特征
群体高约35厘米，基部呈石化坚硬块状；树状分枝，末端珊瑚枝细短而密集。水螅体在珊瑚枝四周均匀分布，收缩后在皮层上留下一个一个小孔。中轴分节。皮层厚度1.0～1.2毫米，骨针无色，以长腰双球型骨针为主。细枝竹节柳珊瑚的形态与同属的粗枝竹节柳珊瑚（Isis hippuris）和网枝竹节柳珊瑚（Isis reticulata ）极为相似，主要区别在于分枝状况、末端珊瑚枝形态、皮层厚度及骨针形状。